# Alonzo M. Clark
Alonzo Monroe Clark (* 13. August 1868 in Flint, Steuben County, Indiana; † 12. Oktober 1952 in Thermopolis, Wyoming) war ein US-amerikanischer Politiker (Republikanische Partei), der von 1931 bis 1933 als kommissarischer Gouverneur des Bundesstaates Wyoming amtierte.

## Leben
Clark graduierte 1898 am Nebraska State Teachers College mit einem Abschluss in Pädagogik und war als Superintendent of Schools des Dawes County in Nebraska tätig, bevor er 1901 nach Wyoming zog. Dort wurde er zweimal zum Secretary of State gewählt und führte nach dem Tod von Gouverneur Frank C. Emerson die Amtsgeschäfte weiter. Während der Great Depression unterstützte er die Position von Präsident Herbert Hoover bezüglich der staatlichen Souveränität. Er drängte auch auf den genossenschaftlichen Absatz von Agrarerzeugnissen und die Aufhebung der Prohibition. Ferner kämpfte er erfolglos für die Abschaffung des Verkaufs von Rohöls von Bundesland in Wyoming.
Bei den republikanischen Vorwahlen von 1932 für das Amt des Gouverneurs erlitt er eine Niederlage und so setzte er seine Amtszeit als Secretary of State fort, die 1935 endete. Er gewann 1934 die republikanische Nominierung für das Gouverneursamt, wurde jedoch vom demokratischen Herausforderer Leslie A. Miller geschlagen. Danach kandidierte er erfolglos für einen Sitz im Repräsentantenhaus der Vereinigten Staaten und im US-Senat. Clark verstarb in Thermopolis und wurde in Carlton (Nebraska) beigesetzt.